# Piznîkî, Ciornuhî
Piznîkî (în ucraineană Пізники) este un sat în comuna Voronkî din raionul Ciornuhî, regiunea Poltava, Ucraina.

## Demografie
Componența lingvistică a localității Piznîkî
     Ucraineană (98,48%)
     Rusă (1,52%)
Conform recensământului din 2001, majoritatea populației localității Piznîkî era vorbitoare de ucraineană (98,48%), existând în minoritate și vorbitori de rusă (1,52%).